# Greci del Ponto

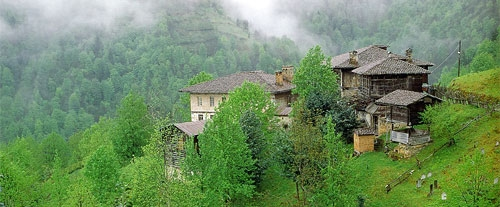
Tradizionale casa rurale del Ponto

I greci del Ponto, detti anche pontici o greci del Mar Nero (in greco Πόντιοι, Ποντιακοί?), sono il nome dei greci che provengono dalla regione del Ponto, cioè le sponde meridionali del Mar Nero, nell'Asia Minore nord-orientale e dalla regione del Caucaso. Si chiamano anche romani. La presenza dei Greci nella regione del Ponto risale dall'antichità ai tempi moderni quando la maggior parte di essi (i Pontici cristiani) fu trasferita in Grecia, con lo scambio di popolazioni che seguì la Catastrofe dell'Asia Minore del 1922 e il Genocidio dei Ponziani Greci scatenato dai Giovani Turchi nel 1919. Quei pontiani immigrati nell'impero russo o fuggiti in URSS, dopo un breve periodo di prosperità seguito da una dura persecuzione da parte del regime stalinista, furono costretti a trasferirsi in Grecia dopo il crollo dell'Unione .
I greci del Ponto parlano una variante del greco, nota come greco pontico.

## Storia
Gli antichi greci fondarono colonie sulle coste del Mar Nero sin dai tempi più remoti, prevalentemente doriche e ioniche. Nell'età classica i greci pontini si costituirono in polis su modello ateniese, o furono sudditi della Persia, e successivamente dei regni ellenistici originatisi dalla scissione dell'Impero macedone, per poi finire sotto il dominio di Roma.
Durante il Medioevo, i greci del Ponto furono sottoposti al dominio dell'Impero bizantino, e dopo la sua divisione dall'Impero di Trebisonda, per poi subire l'invasione definitiva dei turchi ottomani. Con la dominazione ottomana, i pontici rimasero isolati dal resto del mondo greco, sviluppando così una lingua propria (tant'è che oggi il greco pontico non è più mutuamente comprensibile con il greco standard parlato in Grecia). Come altre minoranze cristiane dell'Asia minore, quali armeni e assiri, i greci del Ponto subirono dure persecuzioni ad opera degli ottomani prima e dei nazionalisti turchi poi, tant'è che alcuni storici parlano di un vero e proprio genocidio greco, verificatosi all'inizio del XX secolo.
Nel 1923, i sopravvissuti ai massacri furono espulsi dalla Turchia e ricollocati in Grecia, sulla base dello scambio di popolazioni tra Grecia e Turchia definito dal trattato di Losanna. Negli anni successivi alla morte di Kemal Ataturk e alla fine dell'anti-ellenismo in Turchia, alcuni di essi fecero ritorno nelle zone d'origine.

## Popolazione
Attualmente, risulta difficile stimare il numero esatto dei greci del Ponto. Secondo Diaspora pontica 2000, le comunità di pontici o discendenti di pontici più numerose del mondo sono: Grecia (più di un milione di persone), Russia e altri paesi dell'ex-URSS (500.000), Ucraina (120.000), Georgia (50.000, dove i greci sono detti Rumka, alcuni di essi parlano la lingua Urum), Stati Uniti (80.000), Australia (56.000), Kazakistan (25.000), Canada (20.000), Uzbekistan (11.000), Siria (5.000), Armenia (2.000).
Un'altra comunità di una certa importanza si trova in Germania. In aumento il numero di pontici anche nella Repubblica di Cipro.

## Distribuzione geografica
Le regioni (in greco περιοχές?, periokhés), le eventuali sezioni sotto-ordinate (in greco τμήματα?, tmḗmata) e le città che sono o sono stati fino all'epoca moderna abitati dai greci del Ponto sono elencati sulla base della collocazione geografica e dell'insediamento dominante.
A) In Asia Minore, nei confini storici del Ponto:
- Amaseia (in greco Ἀμάσεια?, Amáseia).
- Ardassa (in greco Ἄρδασσα?, Árdassa).
- Argyroupolis (in greco Ἀργυρούπολις?, Argyroúpolis), comprendente anche Monastir di Atra (in greco Μοναστὴρ Ἀτρὰς?, Monastḕr' Atràs) e Mouzena (in greco Μούζενα?, Moúzena).
- Ermpa(g)a (in greco Ἐρμπα(γ)ᾶ?, Ermpa(g)ā̂).
- Fatsa (in greco Φάτσα?, Phátsa).
- Gkioumous Ma(n)ten (in greco Γκιουμοὺς Μα(ν)τὲν?, Gkioumoùs Ma (n)tèn).
- Kavza (in greco Κάβζα?, Kábza).
- Kheriana (in greco Χερίανα?, Kheríana).
- Kerasounta (in greco Κερασοῦντα?, Kerasoū̂nta).
- Kotyora (in greco Κοτύωρα?, Kotýōra).
- Lantik o Laodikeia (in greco Λαντίκ?, Lantík o Λαοδίκεια Laodíkeia).
- Merzifounta (in greco Μερζιφοῦντα?, Merziphoū̂nta).
- Neokaisareia (in greco Νεοκαισάρεια?, Neokaisáreia).
- Nikopolis (in greco Νικόπολις?, Nikópolis).
- Ofis (in greco Ὄφις?, Óphis).
- Oinoi (in greco Οἰνόη?, Oinóē), comprendente anche Terme (in greco Τέρμε?, Térme).
- Pafra (in greco Πάφρα?, Páphra), comprendente anche Alatsam (in greco Ἀλάτσαμ?, Alátsam).
- Resadie (in greco Ρεσαδιὲ?, Resadiè).
- Rizounta (in greco Ριζοῦντα?, Rizoū̂nta).
- Sampsounta (in greco Σαμψοῦντα?, Sampsoū̂nta).
- Sinopi (in greco Σινώπη?, Sinṓpē).
- Soungourlou (in greco Σουγγουρλο?, ''Soungourloū̂).
- Sourmena (in greco Σούρμενα?, Soúrmena).
- Tokati (in greco Τοκάτη?, Tokátē).
- Trapezounta (in greco Τραπεζοῦντα?, Trapezoū̂nta), comprendente anche Drona o Gemoura (in greco Δρ(ι)ώνα? Dr(i)ṓna o Γεμουρᾶ Gemourā̂), Galiana (in greco Γαλίανα?, Galíana), Imera (in greco Ἴμερα?, Ímera), Kromni (in greco Κρώμνη?, Krṓmnē), Matzouka (in greco Ματζοῦκα?, Matzoū̂ka), Platana (in greco Πλάτανα?, Plátana), Santa (in greco Σάντα?, Sánta), Staurin (in greco Σταυρὶν?, Staurìn) e Tonia (in greco Τόνια?, Tónia).
- Tsarsampa (in greco Τσαρσαμπᾶ?, Tsarsampā̂).
- Tripolis (in greco Τρίπολις?, Trípolis), comprendente anche Elevi o Gkiorele (in greco Ἐλεβή?, Elevḗ o Γκιόρελε Gkiórele), Espia (in greco Ἔσπια?, Éspia), Kiouroun (in greco Κιουρτούν?, Kiourtoún) e Lakhana(s) (in greco Λαχανᾶ(ς)?, Lakhanā̂ (s)).
- Vezir-kioprou (in greco Βεζὴρ-κιοπροῦ?, Bezḕr-kioproū̂).
- Zile (in greco Ζῆλε?, Zē̂le)

B) In Asia Minore, fuori dai confini storici del Ponto:
- Ak-Ntag Man[t]en (in greco Ἄκ-Ντὰγ Μα[ν]τὲν?, Ák-Ntàg Ma [n]tèn).
- Anta Pazar (in greco Ἀντὰ Παζὰρ?, Antà Pazàr).
- Baibourti (in greco Βαϊβούρτη?, Baïboúrtē).
- Batoum (in Katharevousa: Βατοὺμ Batoùm), ossia l'intera Oblast’ di Batumi in greco Κυβερνεῖο Βατοὺμ?, Kyberneī̂o Batoùm), facente parte della cosiddetta Asia Minore Russa dal 1878 al 1918 e suddivisa nei distretti di Artvin o Livana (in greco Ἀρτβίν?, Artbín o Λίβανα Líbana) e Batoum, con gli antichissimi insediamenti di Makrou Aigialou (in greco Μακροῦ Αἰγιαλοῦ?, Makroū̂ Aigialoū̂) e Apsaros (in greco Ἄψαρος?, Ápsaros). I greci pontici di questa regione, sia ellenofoni che turcofoni (Urumi), erano conosciuti, in epoca moderna, come Greci del Caucaso.
- Erzigkan (in greco Ἐρζιγκιὰν?, Erzigkiàn).
- Erzerum (in greco Ἐρζερούμ?, Erzeroúm).
- Giozgkat (in greco Γιοζγκὰτ?, Giozgkàt).
- Kastamoni (in greco Κασταμονὴ?, Kastamonḕ).
- Kars (Katharevousa: Κὰρς Kàrs), ossia l'intera Oblast’ di Kars (in greco Κυβερνεῖο Κὰρς?, Kyberneī̂o Kàrs o Κυβερνεῖο Kαρσοῦντας Kyberneī̂o Karsoū̂ntas), facente parte della cosiddetta Asia Minore Russa dal 1878 al 1918 e suddivisa nei distretti di Artakhan (in greco Ἀρταχὰν?, Artakhàn), Kagisman (in greco Καγισμὰν?, Kagysmàn), Kars e Olti (in greco Ὄλτι?, Ólti). I greci pontici di questa regione, sia ellenofoni che turcofoni (Urumi), erano conosciuti, in epoca moderna, come Greci del Caucaso.
- Sevasteias (in greco Σεβάστεια?, Sebásteia).
- Tsoroum (in greco Τσοροὺμ?, Tsoroùm).

in Crimea e sulle coste settentrionali del Mar d'Azov
- Chersoneso
- Kerkinitida
- Panticapaeum
- Sudak (Soughdaia)
- Tanais
- Feodosia

nella penisola di Taman', nel Territorio di Krasnodar e sulle coste dell'antica Colchide: 
- Batis
- Dioscurias
- Germonassa
- Gorgippa
- Heraclea Pontica
- Phanagoria
- Phasis
- Pitsunda
- Sebastopolis

sulle coste sud-occidentali dell'Ucraina e nei Balcani orientali:
- Antiphilos
- Apollonia pontica
- Germonakris
- Mesembria (ora Nesebăr)
- Nikonis
- Odessos
- Olbia Pontica
- Tyras

Tra i regni che in passato furono governati dai greci del Ponto o notevolmente influenzati dalla cultura di questi: il Ponto, la Bitinia e il regno del Bosforo.